# 维宽河畔尼耶
维宽河畔尼耶（法語：Nuillé-sur-Vicoin，法語發音：[nɥije syʁ vikwɛ̃]）是法国马耶讷省的一个市镇，位于该省中南部，属于拉瓦勒区。

## 地理
维宽河畔尼耶（47°59'6"N, 0°47'1"W）面积23.59 平方千米，位于法国卢瓦尔河地区大区马耶讷省，该省份为法国西北部内陆省份，北起芒什省和奧恩省，西接伊勒-维莱讷省，南至曼恩-卢瓦尔省，东临萨尔特省。
与维宽河畔尼耶接壤的市镇（或旧市镇、城区）包括：蒙蒂涅勒布里扬、阿斯蒂耶、昂特拉姆、吕斯里、奥里涅、克莱讷圣戈。

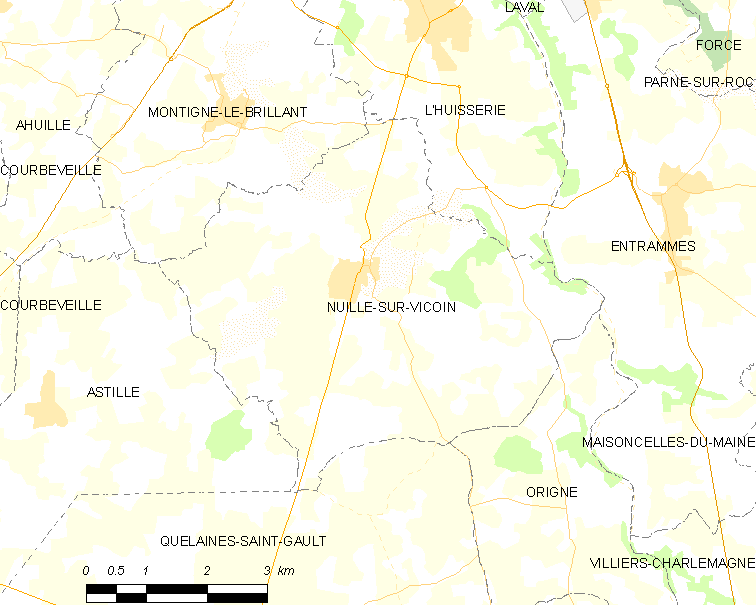
维宽河畔尼耶的OSM定位图

维宽河畔尼耶的时区为UTC+01:00、UTC+02:00（夏令时）。

## 行政
维宽河畔尼耶的邮政编码为53970，INSEE市镇编码为53168。

## 政治
维宽河畔尼耶所属的省级选区为吕斯里县。

## 人口

1962-2008年间维宽河畔尼耶人口变化图示

维宽河畔尼耶于2022年1月1日时的人口数量为1250人。